# Emilia Reynel y Corona
Emilia Reynel y Corona (Madrid, 3 de maig de 1848–?) va ser una cantant d'òpera espanyola.
Es va matricular a classes de solfeig el 1862 a l'Escola Nacional de Música i Declamació de Madrid, i de 1865 a 1869 a les de cant, que va reprendre l'octubre de 1875; el juny de 1877 va participar en els concursos públics de cant de l'escola i assolí el primer premi. En aquest moment era deixebla de José Inzenga i després ho va ser de Baltasar Saldoni.
Quan va graduar-se passà a fer carrera com a cantant d'òpera, que hom afirma que va ser molt fructífera. El 1872 constava com a segona soprano de la Compañía Lírico-Española del Teatro de la Zarzuela, i després actuà com a prima donna a altres companyies d'òpera italiana a teatres d'arreu d'Espanya, amb molt d'èxit. El 1878 participà en una producció de José Tragó cantant algunes àries de Verdi.
En l'àmbit personal, va estar casada amb el militar Adolfo Espejo, esdevenint-ne vídua el 1897.